# Pokémon Diamond i Pokémon Pearl
Pokémon Diamond and Pearl ('Pokémon Diamant i Perla' en català) són dos jocs de Pokémon de la 4a Generació. Inclouen 107 Pokémon totalment nous, entre d'altres novetats. Les funcions de la Nintendo DS han facilitat l'ús de noves mecàniques, entre d'elles permet la connexió amb diversos jugadors a través de la connexió Wi-Fi.

## Jugabilitat
El videojoc presenta les mateixes característiques que la resta videojocs de la saga: el personatge està centrat a la pantalla (en tercera persona) amb perpectiva aèria. El joc disposa de tres pantalles diferents: el mapa, on el jugador es desplaça pels diversos pobles, ciutats i rutes; el combat, on els Pokémon intenten debilitar el contrari a base dels seus poders; i la motxilla o bossa, on el personatge organitza els seus objectes i els utilitza. L'entrenador Pokémon comença amb un Pokémon, tot i que a mesura que avança el joc augmenta el nombre de criatures, fins a un màxim de 493 espècies distintes.
Sens dubte, una de les tasques més importants del joc és la captura. Un entrenador es troba diversos Pokémon salvatges per les herbes, coves i oceans, els quals pot capturar amb les Poké Balls. Això no obstant, no està permès capturar Pokémon d'entrenadors. A l'hora de capturar-los, hi intervenen una sèrie de factors que dificulten o faciliten la captura, entre ells, els Punts de Salut (com menys vida més probabilitat), les Poké Balls (depenent de la ball hi ha més o menys possibilitats) i, sobretot, el Pokémon a què t'enfrontes.

### Novetats
- La pantalla tàctil s'utilitza en diverses ocasions, entre les quals destaquen indicar les ordres al Pokémon als combats i navegar pels diversos menús.
- Hi ha una nova maquineta multiusos semblant al PokéGear de la segona generació, el Pokétch. Es manté present a la pantalla inferior (sempre que estiguis al mode mapa) des de la seva obtenció i té forma de rellotge de polsera, amb un botó per canviar de funció. Inicialment, només hi ha quatre funcions presents (rellotge digital, calculadora, podòmetre i menú dels Pokémon), tot i que hi ha més de 20 funcions diferents que el jugador pot obtenir conversant amb diversos personatges.
- S'han inclòs canvis entre els Pokémon mascles i femelles i una funció a la PokéDex que permet veure els Pokémon mascles i femelles i apreciar-ne les diferències.
- La PokéDex és extremadament més completa, no simplement pel fet d'incloure més Pokémon, sinó que també inclou noves funcions.
- Després de l'abandó que havien rebut els horaris a la tercera generació respecte a la segona, en la quarta generació els horaris són molt sofisticats. La pantalla canvia notablement de color i característiques amb el canvi d'etapa; aquestes són mitjanit (00:00-03:59), matinada (04:00-04:59), abans del matí (05:00-7:59), matí (08:00-11:59), migdia (12:00-14:59), abans de la tarda (15:00-15:59), inici de la tarda (16:00-16:59), tarda mitjana (17:00-17:59), finals de la tarda (18:00-18:59), vespre (19:00-19:59) i nit (20:00-23:00).
- Hi ha combinacions noves de tipus. Aquesta novetat afecta les segones etapes dels Pokémon inicials, ja que les seves combinacions fan perdre l'efectivitat al seu «enemic estrella». Aquestes són: Planta-Terra (Torterra), Aigua-Acer (Empoleon) i Foc-Lluita (Infernape), tot i que aquest últim ja adopta aquesta combinació quan es converteix en Monferno.

### Connexió
- Diamond i Pearl són compatibles amb els jocs d'RPG per a Game Boy Advance, després d'obtenir la Pokédex Nacional. El cartutx de GBA s'insereix a la Nintendo DS amb Diamond o Pearl a la vegada i es transfereixen Pokémon des del joc de GBA al de DS.
- Tot i així, per evitar un excés de transferències, només es poden transferir un màxim de 6 Pokémon en un període de 24 h. A més, tampoc no es poden transferir Pokémon que hagin après algun MO.
- La connexió amb els jocs de GBA és irreversible, és a dir, no es poden tornar els Pokémon des del joc de DS al de GBA.
- Si s'insereix un joc de GBA alhora que el de DS, es poden trobar certs Pokémon a certes rutes que no es poden trobar si el cartutx de GBA no està inserit. Això es diu Dongle-Mode.
- A través de la connexió Wi-Fi, es pot combatre, intercanviar i comunicar-se online.
- Es pot connectar amb la Pokémon Battle Revolution per a Wii.
- Un sistema anomenat GTS (Global Trade System) permet a jugadors de tot el món deixar Pokémon a intercanviar posant uns requisits a canvi i buscar-ne per intercanviar.
- També es pot connectar amb Pokémon Ranger, i així es pot obtenir un ou de Manaphy.

## Pokémon exclusius

### Només a Diamond
- Seel, Dewgong, Scyther, Murkrow, Scizor, Larvitar, Pupitar, Tyranitar, Poochyena, Mightyena, Aron, Lairon, Aggron, Kecleon, Cranidos, Rampardos, Honchkrow, Stunky, Skuntank, Dialga

### Només a Pearl
- Slowpoke, Slowbro, Pinsir, Slowking, Misdreavus, Houndour, Houndoom, Stantler, Spheal, Sealeo, Walrein, Bagon, Shelgon, Salamence, Shieldon, Bastiodon, Mismagius, Glameow, Purugly, Palkia

### Només obtenibles amb un event Nintendo
- Darkrai, Shaymin, Arceus

Tots tres ja disponibles a Europa.